# انجمن سلطنتی ادینبرو
انجمن سلطنتی ادینبورگ (انگلیسی: Royal Society of Edinburgh) آکادمی ملی علوم و ادبیات اسکاتلند است. این یک مؤسسه خیریه ثبت شده‌است که کاملاً مستقل و غیر حزبی - سیاسی فعالیت می‌کند و منافع عمومی انجمن را در سراسر اسکاتلند تأمین می‌کند. این مرکز در سال ۱۷۸۳ تأسیس شده‌است. این انجمن تا سال ۲۰۱۷، بیش از ۱۶۶۰ همکار داشته‌است.
این انجمن زمینه‌های گسترده‌تری از انجمن سلطنتی لندن از جمله ادبیات و تاریخ را در بر می‌گیرد. بورس تحصیلی این انجمن شامل افراد از طیف گسترده‌ای از رشته‌ها - علوم و فناوری، هنرها، علوم انسانی، پزشکی، علوم اجتماعی، تجارت و خدمات عمومی است.

## تاریخچه

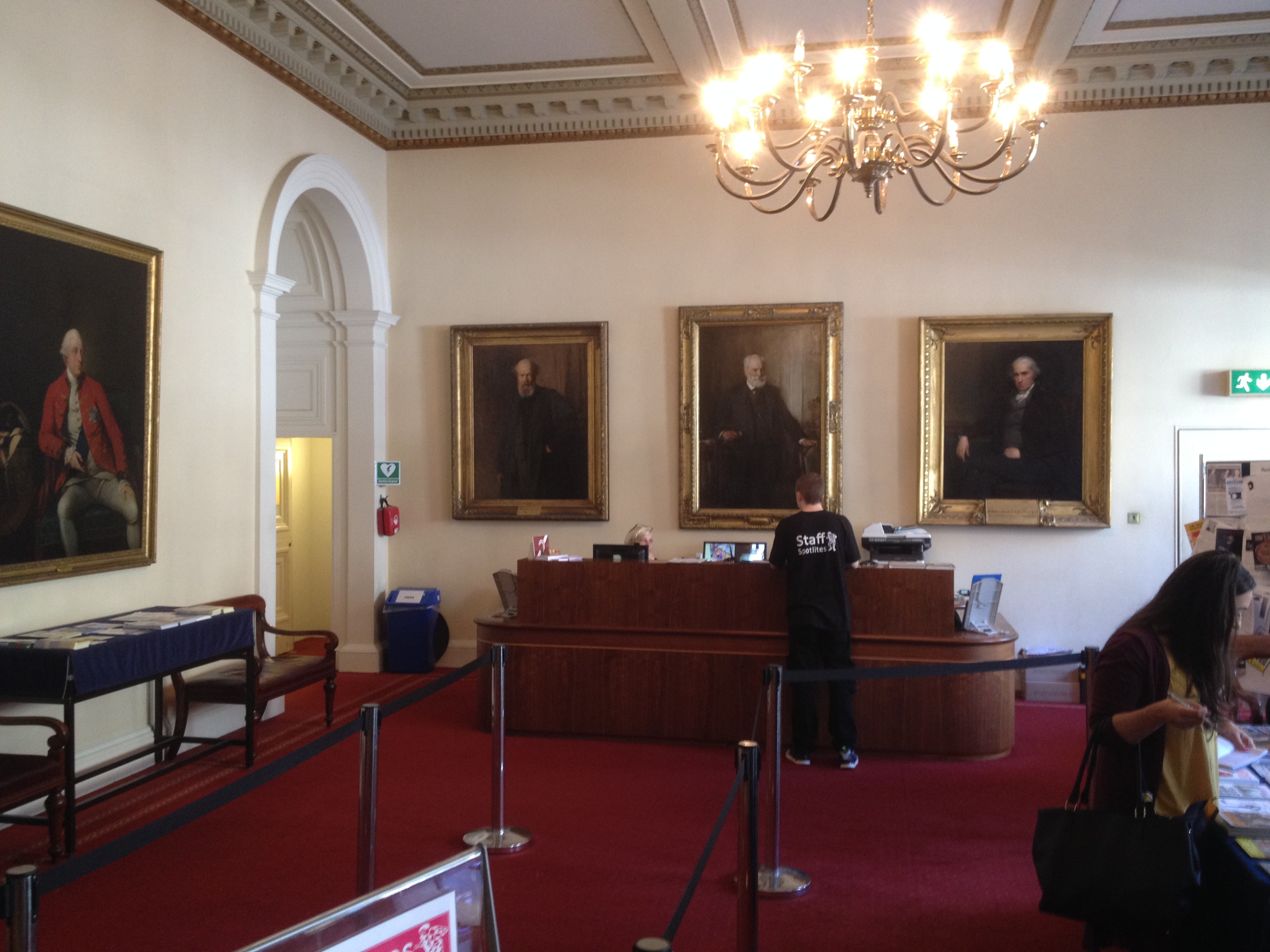
قسمت جلویی سالن انجمن سلطنتی ساختمان ادینبورگ